# Mobilspel
Mobilspel är datorspel som spelas på mobiltelefoner, och är en typ av mobilapplikationer. Spelen kan vara vanliga datorspel porterade till att fungera på mobiltelefonen men vissa egenskaper gör att det går att göra mobilspelen annorlunda: att man ständigt bär med sig mobilen, att mobilen är ständigt uppkopplad, att positionen kan anges hela tiden samt nackdelen med att ha en relativt liten skärm och något begränsade datorresurser. Storsäljaren Wordfeud är ett exempel på ett mobilspel som använde sig av att mobilen ger möjlighet till att spela ofta men i korta doser, vilket lämpar sig för spel mellan flera personer där man turas om att göra sitt drag.

## Pekskärmsspel
Då pekskärmarna blev vanliga i och med iPhone och andra smartphones framväxt förknippas spel baserade på de speciella mekanismer som pekskärmarna erbjuder med mobilspel, ett exempel på det är hur man skjuter iväg fåglarna i mobilspelet Angry Birds. Dessa spel finns oftast även på de större iPad och liknande surfplattor. De många gemensamheterna mellan smartphones och pads gör att på de vanligaste plattformarna så finns spelen för båda två, även om spelidén inte alltid passar för de båda formaten.
Pads har fördelen av en relativt stor skärm vilket gör det möjligt för flera spelare att sitta runt och spela på samma skärm, liknande brädspel, man behöver inte heller begränsa sig så mycket i storleken på skärmen och kan ha mer datorlik grafik.

## Plattformar för mobilspel
Hela den mobila applikationsmarknaden, inklusive mobilspelen, domineras av plattformar som kör något av de två operativsystemen, IOS eller Android. Utöver dessa två så fanns även Nokias Symbian och Windows Phone kvar i deras telefoner.
Det fanns innan dessa två blev stora 2008 en mängd olika mjukvaruplattformar för mobiltelefoner. Det fanns också utvecklingsplattformar som mer hamnar under kategorin spelmotor som Mophun eller Wipi (Wireless Internet Platform for Interoperability) som mer är ett Middleware. Vanligaste plattformen för spel var 2007 MIDP (Mobile Information Device Profile) som var en standardiserad tredjeparts utvecklingsmiljö för Java ME. Anledningen var att det gick att utveckla en enkel prototyp på några dagar och ett färdigt enkelt spel på några månader.
Lista på mobilspelsplattformar 2007:
- MIDP (Java ME)
- BREW
- Symbian
- Mophun
- Wipi
- Adobe AIR
- Flash Lite
- Microsoft WPF
- Android

## Historia

### 1990-talet
Mobilspelsmarknaden är en ung bransch med inte mer än sju år på nacken. Under 1990-talet fanns inte stora förutsättningar med den tidens teknologi, spel som snake fanns till Nokias telefoner och var det mest upphetsande branschen kunde uppbringa. Spelen specialgjordes för varje telefontyp och kom förinstallerade på telefonen och det fanns ingen marknad för att köpa spel. I Sverige poppade nya mobilspelföretag upp under IT-bubblan och från 1999 skedde många konkurser och uppköp. Intresset från investerare och riskkapital var lågt.

### 2000–2007
2003 lanserade Nokia en kombination av mobil och spelkonsol, N-Gage, men slog aldrig igenom beroende på pris och sämre tillgång till bra spel än de rena spelkonsolerna.
Under 2004 börjar vettigare betaltjänster och mer avancerade telefoner dyka upp samt fler kanaler för att sälja mobilspel via skvallertidningar och medieföretags webbplatser. 2004 startade EU ett projekt för att mobiltillverkarna och universiteten skulle utveckla spel som tog till vara platsbestämningen. Under 2006 började branschen se en ljusning igen med högre stabilitet där företagen inte längre stod eller föll med de enskilda projekten. 2006 var man övertygad om att mobilernas utökade kapacitet skulle leda till nya möjligheter för bättre spel, den svenska staten startade flera projekt inom "Nordic Playground" för att få fart på industrin.
Några av de största svenska företagen på mobilspelssidan var 2007 Jadestone, Terraplay Systems, Daydream och Breze/Oberon Media (Synergenix Interactive).
I världen fanns det 2007 fyra publikt börsnoterade företag: Gameloft, G-Mode, Superscape, och G5 Entertainment med ett uppskattat marknadsvärde på 600 miljoner dollar. 
Mobilspelsmarknaden spåddes 2007 gå om marknaden för pc-spel och spelkonsoler då det är fler som äger en mobiltelefon än en persondator, som i tillväxtländerna.
Den potentiella marknaden är enorm. Några orosmoln på himlen är dock operatörernas monopolställning, vilket gör spelutbudet likriktat. Operatören driver omedvetet utvecklingen åt ett visst håll, genom att ta höga avgifter av företag som vill lista sina spel i operatörernas portaler. De stora förläggarna har resurserna och utvecklarna anpassar sig till detta. Som en följd ökar avståndet till marknaden (användarna). Detta i kombination med höga trafikavgifter hämmar utvecklingen. Operatörerna vill naturligtvis tjäna in kostnaderna för dyra 3G licenser och nätverk.
2007 i Japan lanserar DoCoMo 3G telefoner med rörelsesensorer som i Nintendo Wii. Mobiltelefonerna blir också alltmer kraftfulla, nya hårdvaruplattformar ser dagens ljus med högre processorkraft mer minne och lägre energikonsumtion. Forskning inom batterier och lagringsutrymme ger hopp om ännu effektivare batterier och högre lagringskapacitet på mindre yta för varje år.
Det finns spännande spelkoncept där man länkar ihop verkligheten med spelvärlden t.ex. med positionering med hjälp av positioneringstjänster (GPS, E-OTD, UL-TOA eller CGI+TA) eller med mobilkameran, fotografera föremål för att mata ditt virtuella husdjur eller datamatrix (2d-barcodes) för att få länkar eller information till mobilen utan att behöva knappa in en massa text. Ett exempel på spel för mobiltelefoner med GPS är det svenska fritidsprojektet Virtualpunk.

### 2008
När de mobila dataöverföringstakterna ökade i och med 3G-tekniken så kunde mobila applikationer köpas och laddas ned direkt till mobilen utan att behöva gå via en fast ansluten dator, det öppnade för en helt ny marknad. 2008 öppnade Apple sin App Store i samband med lanseringen av sin 3G-telefon, detta kom att revolutionera hela mobilapplikationsmarknaden.
I undersökningen Svenskarna och internet från 2019 svarade 70 procent av de svenska internetanvändare som spelar mobilspel att spelandet inte upplevdes som meningsfullt. Man såg också att mobilen var den vanligaste plattformen att spela nöjesspel på; 66 procent av de svenska internetanvändarna spelade på mobilen vilket är att jämföra med 51 procent som spelade på dator, 28 procent på surfplatta och 36 procent på spelkonsol. Undersökningen visade vidare att kvinnor spelade mer mobilspel än män, 74 procent av kvinnorna spelade mobilspel och 59 procent av männen.